# Gare de Bronte
Gare de Bronte est une gare ferroviaire sur la ligne Lakeshore West du réseau de trains de banlieue de GO Transit, située à Oakville en Ontario. En plus des trains de banlieue, des autobus locaux d'Oakville Transit desservent la gare pour correspondances.

## Situation ferroviaire
La gare est située à la borne 24,7 milles (39,8 km) de la subdivision Oakville du Canadien National, entre les gares de Oakville et d'Appleby. En direction est, la ligne traverse le ruisseau Fourteen Mile et la rivière de Gravois (Sixteen Mile Creek) avant de s'approcher de la gare d'Oakville. En direction ouest, la ligne traverse le ruisseau Bronte vers la gare d'Appleby. Des embranchements ferroviaire et une cour de Procor sont situées au sud de la gare.

## Histoire
Le premier chemin de fer desservant le secteur était le Great Western Railway, construit en 1854 entre Niagara Falls et Windsor. La première gare de Bronte a été construite en 1900 par le chemin de fer Grand Tronc, au sud des voies ferrées juste à l'est du chemin Bronte, à environ 1,5 kilomètre à l'ouest de la gare actuelle. Le Grand Tronc a été acquis par le Canadien National en 1920.
Après la Seconde Guerre mondiale, la grande région de Toronto a connu une croissance démographique exponentielle, et le gouvernement ontarien cherchait des moyens de freiner l'étalement urbaine et d'alléger le trafic vers le centre-ville de Toronto. Après des études sur la mobilité, la province a créé GO Transit, l'agence provinciale de transport métropolitain exploitant des trains de banlieue entre Oakville et Pickering. Cependant, les trains de la ligne Lakeshore ne desservaient cette gare que pendant les heures de pointe. L'agence provinciale a pu acheter le droit de passage entre Oakville et Pickering grâce à la modernisation des subdivisions Halton et York du CN dans le nord de la Communauté urbaine de Toronto et la construction de la gare de triage MacMillan à Vaughan quelques années auparavant. Le CN éloignait le transport de marchandises par rail du centre-ville de Toronto, ce qui a permis de libérer les passages pour trains de banlieue à l'est d'Oakville. Toutefois, aucune voie de contournement n'existait à l'ouest d'Oakville, ce qui signifiait que le prolongement du service à Hamilton serait plus difficile à réaliser pendant des décennies après la mise en service de la ligne.
En novembre 1967, la gare de Bronte a été remplacée par l'édicule actuel à un kilomètre et demi à l'est, nommée Oakville West. Dans les années 1990, Oakville West a été rebaptisée Bronte, après le nom du quartier.
En septembre 1972, le conseil municipal d'Oakville a lancé sa propre société de transport Oakville Transit, après l'expiration de la franchise de C.H. Horton Bus line en août 1972. Une grande partie du transport était concentrée autour de la gare d'Oakville au départ, mais Bronte est également desservie à mesure que GO prolongeait et bonifiait son service vers Burlington.
En septembre 2008, le stationnement incitatif de la gare a été élargi avec une nouvelle entrée sur le chemin Wyecroft. En janvier 2011, 175 places supplémentaires ont été ajoutés sur le stationnement sud sur le chemin Speers. Le stationnement sud offre 300 places, avec des escaliers et des rampes d'accès aux quais. Le réaménagement de la gare a été achevé en 2016, qui comprenait la réfection du stationnement sud et l'ajout de 200 nouvelles places de stationnement, ainsi que des améliorations aux auvents et aux abris de quais.

## Service des voyageurs

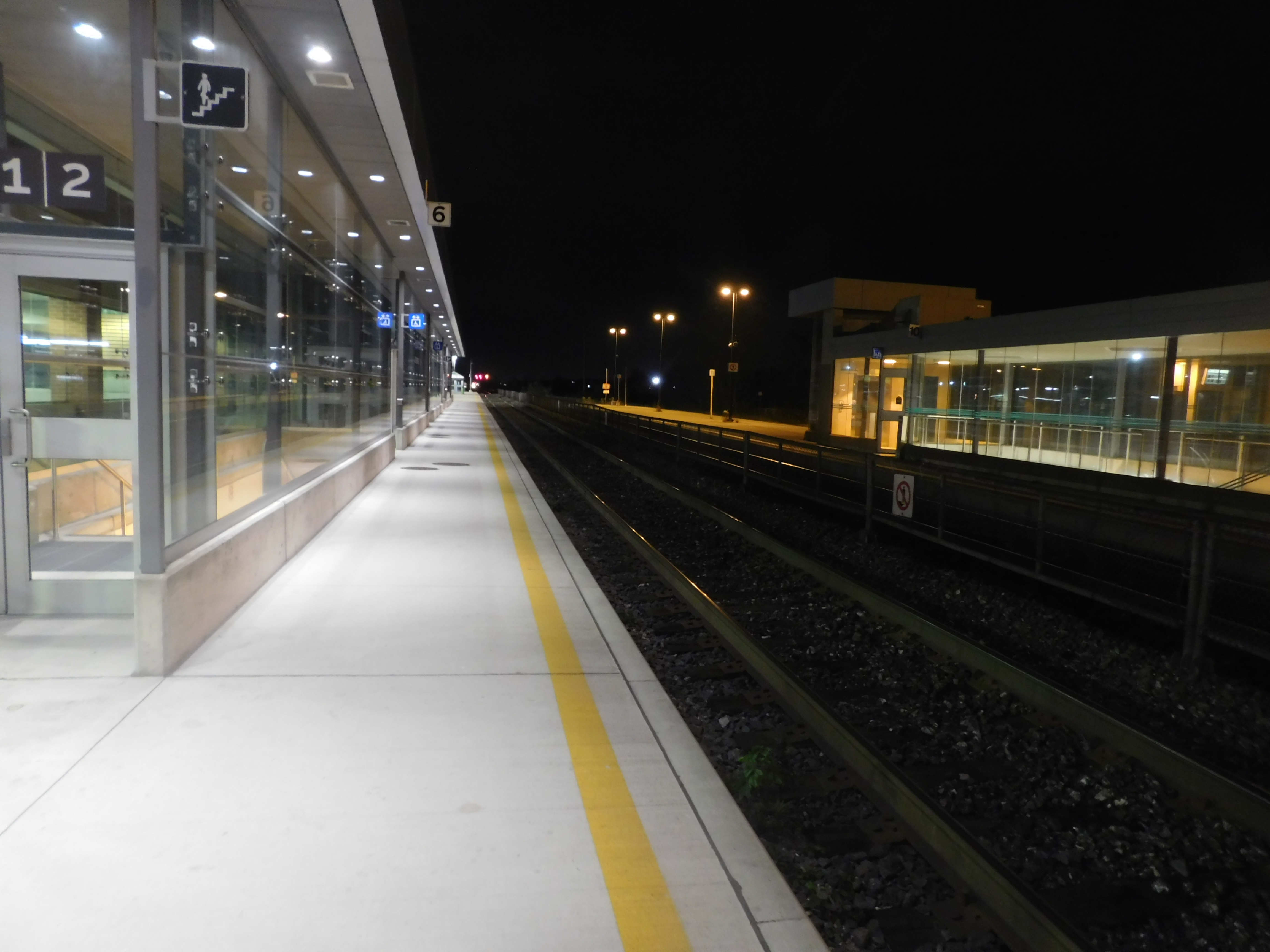
Les quais de la gare de Bronte

### Accueil
La billetterie de GO Transit est ouverte en semaine de 6 h à 20 h 45, les fins de semaine et jours fériés de 6 h 30 à 20 h 45. L'ambassadeur de la gare GO peut aider les clients à configurer un type de tarif ou à définir un trajet par défaut sur la carte Presto. Les clients disposent également d'options en libre-service, notamment l'achat d'un billet papier dans un distributeur automatique de billets, le chargement d'une carte Presto dans un distributeur automatique de billets compatible avec Presto, l'achat d'un billet électronique avec leur smartphone et le paiement au valideur avec une carte de crédit sans contact ou une carte Presto
La gare est équipée d'une salle d'attente, des abris de quai chauffés, de Wi-Fi, d'un dépanneur, des toilettes publiques, et d'un point de ramassage d'épicerie PC Express. Ainsi, 2 424 places de stationnement sont disponibles aux deux stationnements incitatifs au nord et au sud de la gare, avec un débarcadère et une zone de covoiturage. La gare est accessible aux fauteuils roulants.

### Desserte
La gare dessert les trains de la ligne Lakeshore West toutes les 15 à 30 minutes tous les jours. Durant les périodes de pointe, les trains en direction ouest terminent leurs trajets aux gares d'Aldershot, d'Hamilton, de West Harbour, et de Niagara Falls. Hors pointe, tous les trains en direction ouest terminent leurs trajets aux gares d'Aldershot et de West Harbour, avec des correspondances vers Hamilton, Brantford et Niagara Falls. Tous les trains en direction est terminent à la gare Union de Toronto, la plupart d'eux continuant vers la gare d'Oshawa de la ligne Lakeshore East.
Les trains du Corridor de VIA Rail vers Toronto, London et Windsor empruntent la même voie mais ne s'arrêtent pas à la gare.

### Intermodalité
La gare est desservie par des autobus locaux d'Oakville Transit suivants : 3 Third Line (tous les jours) ; 4 Speers - Cornwall (tous les jours) ; 6 Upper Middle (tous les jours) ; 10 West Industrial (service de pointe) ; 13 Westoak Trails (tous les jours) ; 18 Glen Abbey South (tous les jours) ; 28 Glen Abbey North (tous les jours) ; 34 Pine Glen (service de pointe).